# Факултет физичког васпитања и спорта Универзитета у Бањој Луци
Факултет физичког васпитања и спорта Универзитета у Бањој Луци је један од шестнаест факултета Универзитета у Бањој Луци.

## Историја
Бања Лука, као град спорта, у прошлости је водила рачуна о образовању наставничког и тренерског кадра. У периоду од 1961. до 1970. године при Педагошкој академији имала је одсјек за физичку културу, на ком је дипломирало 210 наставника.
При Спортском савезу је постојао Центар за образовање тренера — за звање тренер. Ове двије институције су значајно утицале да спортисти Бање Луке освоје 87 медаља на европским, свјетским првенствима и олимпијским играма (8 златних олимпијских медаља). Педагошка академија је прерасла у Филозофски факултет.
Спортски радници Бање Луке одмах по окончању рата, покрећу иницијативу да се при Филозофском факултету формира одсјек за физичку културу.
Тадашње Министарство просвете рјешењем број 06-13/97 од 19. септембра 1997. године даје сагласност да се на Филозофском факултету отвори Одсјек за физичку културу. Образовање студената је почело школске 1997/98. године. У прву генерацију је уписано 55 редовних студената.
Искуство у четверогодишњем раду Одсјека за физичку културу у оквиру Филозофског факултета, показало је потребу за организовањем самосталног факултета.
На основу елабората о оправданости издвајања Одсјека и самосталног факултета, Народна скупштина Републике Српске је на сједници од 4. јула 2001. године донијела одлуку о издвајању. Јавном расправом, која је организована у Бањој Луци, а на којој је спроведена анкета о називу Факултета — утврђен је предлог назива: Факултет физичког васпитања и спорта.